# Pierre Justinard
Pierre Augustin Léopold Justinard, né à Givet le 20 juin 1923 et mort à Paris 13e le 18 octobre 2011, est un diplomate français.

## Biographie
Fils du colonel Léopold Justinard (1878-1959) et de Marie-Charlotte Donau (1890-1982).
Il sort diplômé de l'École nationale de la France d'outre-mer en 1944 (mémoire de fin d'étude : La mosquée de Paris). Il y a suivi notamment les cours de Louis Massignon et de Jacques Ladreit de Lacharrière.
À la sortie de son école, il s'engage au Corps léger d'intervention (CLI) pour l'Extrême-Orient qui doit poursuivre les combats contre les Japonais. Mais à la suite du largage des bombes atomiques, sur Hiroshima et Nagasaki, par les Américains, l'empereur japonais, Hirohito, annonce à la radio la capitulation du Japon. Alors, le CLI, après un séjour au Sri Lanka, est dirigé sur Rangoun (Birmanie) avant de rejoindre Saïgon (Vietnam).
À son retour à Paris, il passe avec succès le concours de conseiller des Affaires étrangères de 1re classe (1946).
Il commence sa carrière au Maroc (1947-1953) en tant que contrôleur civil dans différents postes : Bouizakarne, Marrakech et Moulay Bouazza.
En 1954, il est nommé consul suppléant à l'ambassade de France au Caire dans l'Égypte de Nasser. Il y restera deux ans (1954-1956), c'est-à-dire jusqu'à la rupture des relations diplomatiques entre la France et l'Égypte à la suite de la crise du canal de Suez.
Il rentre alors en France. Par la suite, il occupera différentes responsabilités aussi bien à l'administration centrale que dans les représentations diplomatiques à l'étranger,  notamment, de 1957 à 1959 à Accra (Ghana) en tant que Premier secrétaire d'ambassade, ainsi que, de 1966 à 1971 à Johannesburg (Afrique du Sud) et de 1971 à 1975 à  Constantine (Algérie) en tant que Consul général.
Il achève sa carrière comme ambassadeur à Bahreïn (Manama), poste qu'il occupe durant quatre ans de 1984 à 1988.

## Décoration
- Croix de guerre 1939–1945
- Officier de la Légion d'honneur (24 mai 1972)
- Commandeur de l'ordre national du Mérite (9 mai 1988)